# Schorer (stichting)
Schorer was een Nederlandse stichting, die op 7 september 1967 werd opgericht als 'Consultatiebureau voor Homofilie'. De Schorerstichting hield zich voornamelijk bezig met psychische en lichamelijke gezondheidszorg voor homoseksuele mannen en vrouwen. Op 15 maart 2012 werd de stichting failliet verklaard.

## Oprichting
Naar aanleiding van de tiende sterfdag van Jacob Schorer, de eerste Nederlandse homo-emancipator, werd op 7 september 1967 de Jhr. Mr. J.A. Schorerstichting tot exploitatie van consultatiebureaus voor homofilie opgericht. De nieuwe stichting kwam tot stand door samenwerking tussen het COC en instellingen voor geestelijke volksgezondheid en maatschappelijk werk. De toenmalige minister van Cultuur, Recreatie en Maatschappelijk werk, Marga Klompé, wilde de Schorerstichting wel steunen, maar maakte tegelijkertijd duidelijk dat een subsidie niet betekende dat de overheid het verschijnsel homofilie erkende. Dat zou pas in de jaren zeventig gebeuren. Het wereldwijd eerste consultatiebureau voor homofilie werd op 14 november 1968 geopend in een bovenwoning aan de Wolvenstraat in Amsterdam. Er werkten toen zes mensen. Later verhuisde de Schorerstichting naar de P.C. Hoofstraat in Amsterdam, en in 2005 naar de Sarphatistraat, ook in Amsterdam. Daarna ging de organisatie over op de kortere naam "Schorer", al bleef de rechtspersoon een Stichting. Het pand werd gedeeld met Switchboard, Veilige Haven, en GNP+.
Ook de Buddyzorg voor homoseksuele en biseksuele mannen (en later ook lesbische en biseksuele vrouwen) was ondergebracht bij Schorer, onder de noemer Schorer Buddyzorg.

## Doelstelling en activiteiten
Schorer zette zich ervoor in dat homoseksuele vrouwen en mannen, biseksuelen en transgenders overal in het land toegang hebben tot informatie, kennis en faciliteiten die nodig zijn om een optimale gezondheid en optimaal welzijn te bewerkstelligen. Daarbij nam Schorer in ogenschouw dat jonge homoseksuele mannen en vrouwen zichzelf steeds minder vaak (primair) als homoseksueel benoemen. Hun homoseksualiteit is minder belangrijk voor het vormgeven van de eigen identiteit. Voor Schorer is het gedrag van haar doelgroep leidend – en niet de geaardheid – in het vorm en inhoud geven van de gezondheidsbevorderende en/of welzijnsprojecten. 
De visie van Schorer kwam voort uit het gegeven dat homoseksualiteit niet vanzelfsprekend geaccepteerd is. Lesbische vrouwen, homoseksuele mannen, biseksuelen en transgenders hebben vaak een achterstand in hun gezondheidspositie ten opzichte van heteromannen en vrouwen, zowel in psychosociaal als in fysiek opzicht. Met name de hiv/soa-problematiek treft in Nederland homomannen significant meer dan heteromannen en vrouwen. Ook internationaal worden mannen die seks hebben met mannen (MSM) erkend als kwetsbare groep voor hiv/aids. 
Daarentegen hebben lesbische vrouwen, homoseksuele mannen, biseksuelen en transgenders hetzelfde recht op een gezond en kwalitatief leven als heteromannen en vrouwen. Vanuit haar visie zette Schorer zich in om dit recht op gezondheid onverkort op haar doelgroep van toepassing te laten zijn en daartoe het relevante onderzoek en de actuele informatie te (laten) genereren, de nodige activiteiten te ontwikkelen en de politiek-maatschappelijke agenda te beïnvloeden. Om dit te bewerkstelligen had Schorer de ambitie het gesprek rondom maatschappelijke thema’s, die relevant zijn voor haar doelgroep open, creatief en flexibel tegemoet te treden. Schorer werkte daarbij samen met reguliere en specifieke (hulpverlenings-)organisaties.

## Schorer Monitor
Schorer was ook bekend door de Schorer Monitor, een jaarlijks uitgevoerd onderzoek naar gezondheid, welzijn en seksualiteit onder mannen die seks hebben met mannen (afgekort MSM). Dit onderzoek werd uitgevoerd in samenwerking met de Universiteit Maastricht. De online vragenlijsten werden jaarlijks door zo'n 4000 mannen ingevuld en de uitkomsten werden onder meer gebruikt voor het bepalen van het preventiebeleid op het gebied van soa's en hiv.
Enkele uitkomsten van de Schorer Monitor 2011 waren:
- Homo- en biseksuele mannen laten zich steeds vaker testen op hiv. 78% van de mannen is ooit op hiv getest, waarbij mannen onder de 26 vaker recent getest dan ouderen.
- Het totale aantal hiv-diagnoses bij homo- en bimannen nam niet langer toe. Doordat steeds meer mannen vaker getest worden, wordt een hiv-infectie steeds vaker in een vroeg stadium vastgesteld.
- Er trad een stabilisatie op in het aantal nieuwe hiv-diagnoses bij homo- en bimannen. De voorafgaande paar jaar werd ongeveer 750 keer een nieuwe hiv-diagnose vastgesteld.
- Ook seksueel risicogedrag stabiliseerde in 2011: iets meer dan een derde van de onderzochte mannen had in de voorafgaande zes maanden weleens onveilige seks gehad met een losse partner.[2]

## Faillissement
Per 1 januari 2012 verloor Schorer haar subsidie van de gemeente Amsterdam voor buddyzorg, waardoor een gat van ruim 350.000 euro in de begroting ontstond. Daarnaast zou met ingang van 2013 ook de subsidie voor preventie van ruim 650.000 euro van het Rijksinstituut voor Volksgezondheid en Milieu komen te vervallen. Het voortbestaan van Schorer werd hierdoor onmogelijk, zodat de stichting zelf haar faillissement aanvroeg, dat op 15 maart 2012 werd uitgesproken. Er werkten op dat moment ongeveer 35 mensen bij Schorer. De stichting had nog geprobeerd om samen te gaan met Soa Aids Nederland, maar dat is niet gelukt, evenmin als het onderbrengen van programma's bij collega-instituten. Het Rijksinstituut voor Volksgezondheid en Milieu heeft de subsidies voor de weggevallen taken herverdeeld tussen Soa Aids Nederland en Rutgers en de curator heeft de meeste websites aan deze organisaties overgedragen. Het door het Ministerie van Buitenlandse Zaken gesubsidieerde werk werd grotendeels door het COC overgenomen.
Het Schorerproject Veilige Haven, dat in 2006 was opgezet voor hulp, advies en opvang aan homo-, biseksuele, lesbische of transgender jongeren uit "multicultureel Amsterdam" werd niet lang na het faillissement voorlopig overgenomen door COC Amsterdam. Dit om te voorkomen dat de opgebouwde expertise en de hulp aan jaarlijks ongeveer 100 cliënten zou verdwijnen.
Een groep vrijwilligers die de buddyzorg van Schorer verrichtten, hadden eerder al een nieuwe Stichting Roze Buddyzorg Amsterdam opgericht, om zo deze vorm van ondersteuning en begeleiding van HLBT-mensen voort te kunnen zetten. Daarnaast heeft ook De Regenboog Groep een deel van buddyzorg van het vroegere Schorer overgenomen onder de naam Rainbow Buddy Support. Deze zorg richt zich echter alleen op homo’s, lesbiennes, biseksuelen en transgenders met psychische of psychiatrische problemen, of die in een sociaal isolement verkeren.
De Schorer Monitor is, samen met de website mantotman.nl, overgenomen door Soa Aids Nederland. Het in 1950 door Robert The Tjong Tjioe geschilderde portret van jonkheer Schorer is sinds het faillissement zoekgeraakt.
Het archief van Schorer bevindt zich bij IHLIA LGBT Heritage.

## Uitgeverij
Onder de naam 'Schorer Boeken' had de Schorerstichting ook een uitgeverij, die een reeks boeken op het gebied van homoseksualiteit uitbracht, waaronder: 
- Coby Langenkamp & Anne Swart, Voor een liefde lang. Communicatie, autonomie en verbondenheid in lesbische relaties, 1990.
- Hansje Galesloot, Vriendschap Voor Een Vreemde. Vijftien jaar buddyzorg aan mensen met hiv en aids, 1999.
- Meidenboek. Voor en door meiden die op meiden vallen, 1999.
- Liever Vrouwen. Theorie en praktijk van de lesbisch-specifieke hulpverlening, 2001.
- Tineke Kalk & Corrie Rikkers, Wij Gaan Ons Echt Verbinden. Verbintenisceremonies voor homoseksuele en lesbische stellen, 2002.
- Hans Warmerdam & Annemies Gort, Meer Dan Gewenst. Handboek voor lesbische en homoseksuele ouders, 2003.
- Judith Schuyf, Levenslang. Tiemon Hofman, vervolgd homoseksueel en avonturier, 2003.
- M. Hermans & Veroon Vermeer, 100 Vragen Over Homoseksualiteit, 2004
- Hansje Galesloot, Rozehulpverlening.Nl, 2004.
- Theo van der Meer, Jonkheer Mr. Jacob Anton Schorer (1866-1957) Een biografie van homoseksualiteit, 2007

De Schorerstichting gaf ook Schorer Cahiers uit, met artikelen over een bepaald thema, waaronder: 
- Mike Balkema, Pauline Beusekamp, Coby Langenkamp, Inger Hansson, Anne Swart, Actuele vragen en discussies over de seksuele identiteit van vrouwen (i.s.m. Riagg Rijnmond noorde west), 1998